# 主われを愛す
主われを愛す（しゅわれをあいす、英語: Jesus loves me,this I know）は日本で最初に翻訳され導入された賛美歌の一つであり、教会学校やキリスト教主義幼稚園でよく歌われる。

## 概要
原歌の作詞者は、アナ・バートレット・ワーナー(Anna Bartlett Warner, 1822-1915)である。姉のスーザン・ワーナー(Susan Warner)と共にハドソン川にあるコンステテューション島に住み、アメリカ士官学校の生徒ために、約60年間バイブル・クラスを開いて宗教教育を行った。この賛美歌は1859年に出版された彼女の小説『Say and seal』に挿入されたのが最初である。ウィリアム・ブラッドベリーが1862年に曲をつけて、アメリカ全土に普及して子どもの愛唱歌になった。
日本へは明治初期に導入され、「エスわれを愛す」「主われを愛す」との訳詞で歌われた。
原詞詞名（初行）
　Jesus Loves Me, This I Know
曲名（チューンネーム）
- JESUS LOVES ME

- CHINA

ミーター
　7.7.7.7 with refrain

## 歌詞
| Jesus loves me! This I know, For the Bible tells me so. Little ones to Him belong; They are weak, but He is strong. Chorus: Yes, Jesus loves me! The Bible tells me so. Jesus loves me! This I know, As He loved so long ago, Taking children on His knee, Saying, “Let them come to Me.” Chorus Jesus loves me when I'm good, When I do the things I should, Jesus loves me when I'm bad, Though it makes Him very sad. Chorus Jesus loves me still today, Walking with me on my way, Wanting as a friend to give Light and love to all who live. Chorus Jesus loves me! He who died Heaven’s gate to open wide; He will wash away my sin, Let His little child come in. Chorus Jesus loves me! Loves me still Tho' I'm very weak and ill; That I might from sin be free Bled and died upon the tree. Chorus Jesus loves me! He will stay Close beside me all the way; Thou hast bled and died for me, I will henceforth live for Thee. Chorus | イエス様が私を愛しておられることを知っています。 なぜなら聖書がそのように教えているからです。 主に属する小さき者たちよ。 彼らは弱いが、主は強くあられます。 コーラス: そうです、イエス様は私を愛しています。 そのように、聖書は私に教えるのです。 イエス様が私を愛しておられることを知っています。 イエス様は遠い昔に愛されたように、 子供を膝の上に乗せ、 「人々を私のもとに来させよ」言われたように。 コーラス 私が良い人の時に、主は私を愛される。 それは、私がなすべきことをする時です。 イエスさまは私が悪人の時にも愛される、 それは、彼を悲しませる時です。 コーラス イエス様は今も私を愛してくださいます。 私の歩む道を共に歩いてくださるから、 友として、与えたいと願っておられるから、 すべての生けるものに光と愛を コーラス イエス様は私を愛される。彼は死なれ、 天国の扉を大きく開くために、 私たちの罪を洗い去り、 彼の小さき子を(天国に)入れさせる。 コーラス イエス様は今でも私を愛される。 私は弱くて病んでいるが、 そんな私を罪から解放するために 十字架の上で血を流し、死んで下さった。 コーラス イエス様は私を愛される。 これからも絶えず、私のそばにおられる。 あなたは私のために血を流し死んで下さった。 だから、私はこれよりあなたのために生きます。 コーラス 1. 主われを愛す 主は強ければ われ弱くとも 恐れはあらじ わが主イエス わが主イエス わが主イエス われを愛す 2. わが罪のため 栄えを捨てて 天(あめ)より降(くだ)り 十字架につけり わが主イエス わが主イエス わが主イエス われを愛す 3. み国の門(かど)を 開きてわれを 招きたまえり 勇みて昇らん わが主イエス わが主イエス わが主イエス われを愛す 4. わが君(きみ)イエスよ われを清めて 良き働きを なさしめたまえ わが主イエス わが主イエス わが主イエス われを愛す |

## 日本語への最初の翻訳
- 1872年の第一回在日宣教師会議で、米国婦人一致外国伝道協会の宣教師ジュリア・ニルソン・クロスビー（Julia Neilson Crosby, 1833-1918)による翻訳が発表された。

エスワレヲ愛シマス。
サウ聖書申シマス。
彼レニ子供中。
信スレハ属ス。
ハイエス愛ス。
ハイエス愛ス。
サウ聖書申ス。
エスワカタメニ。
天ノ御門ヒラキ。
ソノチニヨレリ。
ハイエス等。

## 所収
- 『讃美歌』461番
- 『聖歌』655番
- 『聖歌 (総合版)』713番
- 『讃美歌21』484番

## 影響
この曲のメロディーは、日本において明治26年には唱歌「運動」、明治後期には唱歌「虹」に用いられた。
1995年公開の日本・香港合作映画『南京の基督』にもこの曲が挿入された。
童謡「シャボン玉」のメロディーがこの曲とよく似ていることから、「シャボン玉」のメロディーはこれを参考にして作られたとする見方もある。ただし、「シャボン玉」の作曲者である中山晋平はこの件について一切コメントを残していない。

## 登場する作品
- 南京の基督